# Association internationale des grands magasins
L'Association internationale des grands magasins  (en anglais IADS, International Association of Department Stores) est une association professionnelle dédiée spécialement à ce format de commerce de détail. Elle a été fondée en 1928 par un groupe international de grands magasins dont l’objectif était de partager et d’assimiler ensemble les méthodes d'organisation scientifique du travail alors en plein essor. L’Association est toujours en activité en 2025.

## Histoire
Au milieu des années 1920, les théories de gestion générale développées aux États-Unis se sont diffusées en Europe, à l'instar de l'ouvrage The Principles of Scientific Management de F. W. Taylor. L’Institut international d'organisation scientifique du travail (en anglais IMI, International Management Institute) a été établi a Genève en 1927 dans le but de faciliter la diffusion de telles idées,,,,.
Edward Filene (en), membre du conseil d’administration du I.M.I. et président du grand magasin Filene's (en), à Boston, a décidé avec Emile Bernheim (en),, président du magasin À l'innovation à Bruxelles (connu par la suite sous le nom de Galeria Inno), Pierre Laguionie directeur général du Printemps à Paris, et Ragnar Sachs (sv), de Nordiska Kompaniet à Stockholm, d’appliquer les enseignements de gestion scientifique au format de vente au détail qu’ils pratiquent, le grand magasin,. Ils créent ainsi l’Association Internationale des Grands Magasins (AIGM ou IADS, International Association of Department Stores en anglais) à Paris en 1928,,,, sous la supervision du premier Secrétaire Général, Werner Kaufman,, et sont rejoints la même année par Harrod’s de Londres et Magasin du Nord, de Copenhague.
Selon James B. Jefferys, l'IADS possédait deux avantages : son nombre limité de membres par pays permettant une coopération internationale et totale, et son approche scientifique, à travers des méthodes mises en place par un des premiers secrétaires généraux de l'IADS, le docteur Hrant Pasdermadjian (1936-1954),,, bien que ces méthodes aient fait l’objet de critiques aux États-Unis. Pendant ses années à la tête de l'IADS, Pasdermadjian a publié des manuels scientifiques sur les différentes fonctions au sein des grands magasins, menant ainsi à la rédaction de l'un des ouvrages de référence sur le sujet,,,. Son successeur à la tête de l'IADS pendant 30 ans, le docteur James B. Jefferys, a continué ses travaux de recherches avec les magasins membres sur les activités de vente au détail.
L'association est restée active sans interruption depuis sa création : après Kaufman, Hermann Maria Spitzer,. Pasdermadjian et Jefferys, Erik Kalderen, du grand magasin suédois Nordiska Kompaniet, est devenu le premier dirigeant de l’Association ayant occupé des fonctions au sein d’un grand magasin auparavant. Après cinq ans, il a laissé la place à Maarten de Groot van Embden, qui a exercé son activité pendant 25 années,, suivi d'Armelle Mesguich pendant cinq ans et enfin de Selvane Mohandas du Ménil,, qui a pris ses fonctions lors de la pandémie de COVID-19 en 2020, alors que la plupart des magasins des membres étaient fermés,. Au total, l’Association a connu huit directeurs généraux en 85 ans, de 1936 à 2025.
En 2025, l'IADS est la cinquième association commerciale la plus ancienne au monde, après l'Australian Retail Association (fondée en 1903), la National Retail Federation (en) (fondée en 1911), l'Austrian Retail Association (fondée en 1921) et la Fédération allemande du commerce.

## Activités et membres
L'Association a vocation à identifier, partager et diffuser l'expérience et les meilleures pratiques en matière de gestion parmi les membres,,,,, à travers l’organisation de réunions à différents niveaux (PDG, directeurs de départements), la diffusion d'informations et de rapports spécialisés sur les catégories de produits,,,, et les marques propres, ou d'études statistiques,, et enfin répondre à des questions spécifiques de la part des entreprises membres, et des media, en premier lieu desquelles figure la concurrence croissante provenant des canaux de vente en ligne, ou la gestion de la crise induite par le COVID-19,,,. L'Association analyse également le potentiel de différents marchés, tels que le Mexique, l'Inde, ou la Chine,, l'évolution de l'industrie et l'apparition de nouveaux conglomérats,, ou l'impact des évènements majeurs sur le retail, quitte a parfois prendre position,,. Elle contribue enfin à la dissémination de l'information relative aux grands magasins dans le monde en collaborant avec les institutions culturelles.
Le nombre de membres de l'IADS a varié au cours de l’histoire, de 4 à 25 entreprises, avec une internationalisation croissante: depuis les années 1990, elle compte des membres américains, sud américains ou asiatiques tels que Beijing Hualian Group (en), The Mall Group (en) et Falabella (en).
En 2025, l'IADS compte 16 grands magasins dans son giron, qui opèrent dans 28 pays. Les membres reflètent la variété du format des grands magasins, et comprennent par ordre alphabétique : Beijing Hualiang Group (Chine), Bloomingdale's (États-Unis), Boyner Group (Turquie), Breuninger (en) (Allemagne), Centrobeco (Venezuela), Chalhoub Group (EAU), El Corte Inglés (Espagne), El Palacio de Hierro (en) (Mexique), Falabella (Chili), Galeries Lafayette (France), John Lewis (Royaume Uni), Sogo Hong Kong (en) (Hong Kong), Magasin du Nord (Danemark), Manor (Suisse), The Mall Group (Thaïlande), TsUM Kyiv (Ukraine).